# قرار مجلس الأمن التابع للأمم المتحدة رقم 153
قرار مجلس الأمن التابع للأمم المتحدة رقم 153، الذي اعتمد بالإجماع في 23 أغسطس 1960، بعد النظر في طلب جمهورية الغابون للانضمام إلى عضوية الأمم المتحدة أوصى المجلس الجمعية العامة بقبول جمهورية الغابون.